# Myoictis wallacei
Myoictis wallacei é uma espécie de marsupial da família Dasyuridae, endêmica da Nova Guiné.
- Nome Popular: Dasyuro-de-Wallace

- Nome Científico: Myoictis wallacei (Gray, 1858)

- Sinônimo do nome científico da espécie: Myoictis wallacii; Myoictis melas wallacei;

## Características
Tem a cauda vermelha peluda, o corpo é castanho. Mede cerca de 19–23 cm e pesa cerca de 206-245 gramas. As fêmeas tem 6 tetas;

## Hábitos alimentares
Alimentam-se de pequenos mamíferos, aves, insetos, répteis e anfíbios;

## Habitat
É encontrado até 923m de altitude próximo das ilhas Aru a sul da Nova Guiné;

## Distribuição Geográfica
- Ilhas Aru e sudeste da Papua-Nova Guiné;